# Лесли Карон
Лесли Карон (на френски: Leslie Caron) е френско-американска театрална и филмова актриса и танцьорка, носителка на „Златен глобус“, „Еми“ и две награди на БАФТА, номинирана е за две награди „Оскар“. Известни филми с нейно участие са „Един американец в Париж“, „Джиджи“, „Мъжът, който живееше в Риц“, „Шоколад“, „Развод по френски“, сериалът „Закон и ред: Ню Йорк“ и други. От 2009 г. има звезда на Холивудската алея на славата.

## Биография
Лесли Карон е родена на 1 юли 1931 г. в Булон Биянкур, Франция. Тя е дъщеря на французин и американка. Майка ѝ Маргарет е танцьорка на Бродуей, а баща ѝ Клод е химик. Започва кариерата си като балерина. Дебютът ѝ в киното е в мюзикъла „Един американец в Париж“ с Джийн Кели. 
Има три брака и две деца от втория си брак. Според автобиографията ѝ, има американско гражданство.

## Избрана филмография
| година | филм                        | оригинално заглавие           | роля             | режисьор       |
| ------ | --------------------------- | ----------------------------- | ---------------- | -------------- |
| 1951   | Един американец в Париж     | An American in Paris          | Лиз Бовие        | Винсънт Минели |
| 1953   | Лили                        | Lili                          | Лили             | Чарлз Уолтърс  |
| 1955   | Стъклената пантофка         | The Glass Slipper             | Ела              | Чарлз Уолтърс  |
| 1958   | Джиджи                      | Gigi                          | Джиджи           | Винсънт Минели |
| 1958   | Дилемата на лекаря          | The Doctor's Dilemma          | Мисис Дюбеда     | Антъни Аскуит  |
| 1961   | Фани                        | Fanny                         | Фани             | Джошуа Логън   |
| 1962   | Стая във формата на ъгъл    | The L-Shaped Room             | Джейн Фосет      | Брайън Форбс   |
| 1966   | Гори ли Париж?              | Paris brûle-t-il ?            | Франсоаз Лабе    | Рене Клеман    |
| 1968   | Баща на семейството         | Il padre di famiglia          | Паола            | Нани Лой       |
| 1977   | Мъжът, който обичаше жените | L'Homme qui aimait les femmes | Вера             | Франсоа Трюфо  |
| 1977   | Валентино                   | Valentino                     | Ала Назимова     | Кен Ръсел      |
| 1980   | Всички звезди               | All Stars                     | Люсил Бергер     |                |
| 1981   | Контракт                    |                               | Пенелопе Уилсън  |                |
| 1984   | Диагоналът на офицера       | La Diagonale du fou           | Хения Либскинд   | Ришар Дембо    |
| 1992   | Вредата                     | Damage                        | Елизабет Придо   | Луи Мал        |
| 2000   | Шоколад                     | Chocolat                      | мадам Адел       | Ласе Халстрьом |
| 2003   | Развод по френски           | Le Divorce                    | Сузан Персийката | Джеймс Айвъри  |